# (14412) Wolflojewski
(14412) Wolflojewski (1991 RU2) – planetoida z grupy pasa głównego asteroid okrążająca Słońce w ciągu 3,44 lat w średniej odległości 2,28 j.a. Odkryta 9 września 1991 roku.